# Marcos Sacristán
Marcos Sacristán Represa (Olmedo, Valladolid, 20 de mayo de 1947) es un jurista español y rector de la Universidad de Valladolid.

## Trayectoria académica
Licenciado en Derecho por la Universidad de Valladolid (con 22 años) con la calificación de sobresaliente. Se doctoró en 1981 y obtuvo el premio extraordinario del Doctorado por su tesis. Es catedrático de Derecho Mercantil desde enero de 1987 y fue 
Decano de la Facultad de Derecho desde 1 de junio de 1987 hasta el 30 de abril de 1989.
A sus muchas publicaciones, y a las investigaciones en universidades como la de Bonn (Alemania), Pavía (Italia), Coímbra (Portugal) y alguna francesa. Fue rector presidente de la Comisión Gestora de la Universidad de Burgos desde julio de 1994 hasta septiembre de 1997.
Tiene alrededor de 50 publicaciones, tras la tesis doctoral, en revistas jurídicas y libros colectivos sobre Sociedades y grupos de sociedades, Derecho Concursal, Contratos, Derecho de competencia.
Entre otros cargos destacan: Director del Departamento de Derecho Mercantil, del Trabajo e Internacional Privado del 8 de octubre de 1992 hasta julio de 1994. Fue Vocal Secretario de la Comisión de Garantías de la Universidad de Valladolid, durante los Cursos Académicos 1992-93 y 1993-94. Director del Instituto de Estudios Europeos del 13 de febrero de 1998 hasta el 31 de julio de 2005.
Además, fue miembro fundador del Consejo de Redacción de las Revistas:
- Revista de Derecho de sociedades, (1983).
- Revista de Derecho Distribución y Consumo (2006).
- Revista de Estudios Europeos.
- Miembro honorífico del Consejo de Redacción de la Revista Pensar.

Fue propuesto  como Miembro honorífico del Consejo de Redacción de la Revista Deptul y como Vocal del Tribunal Constitucional por las Cortes de Castilla y León.
Fue Rector de la Universidad de Valladolid durante los años 2010-2014, perdiendo la reelección ante Daniel Miguel San José.

| Predecesor: Evaristo José Abril Domingo | Rector de la Universidad de Valladolid 2010 - 2014 | Sucesor: Daniel Miguel San José |